# N3N (航空機)

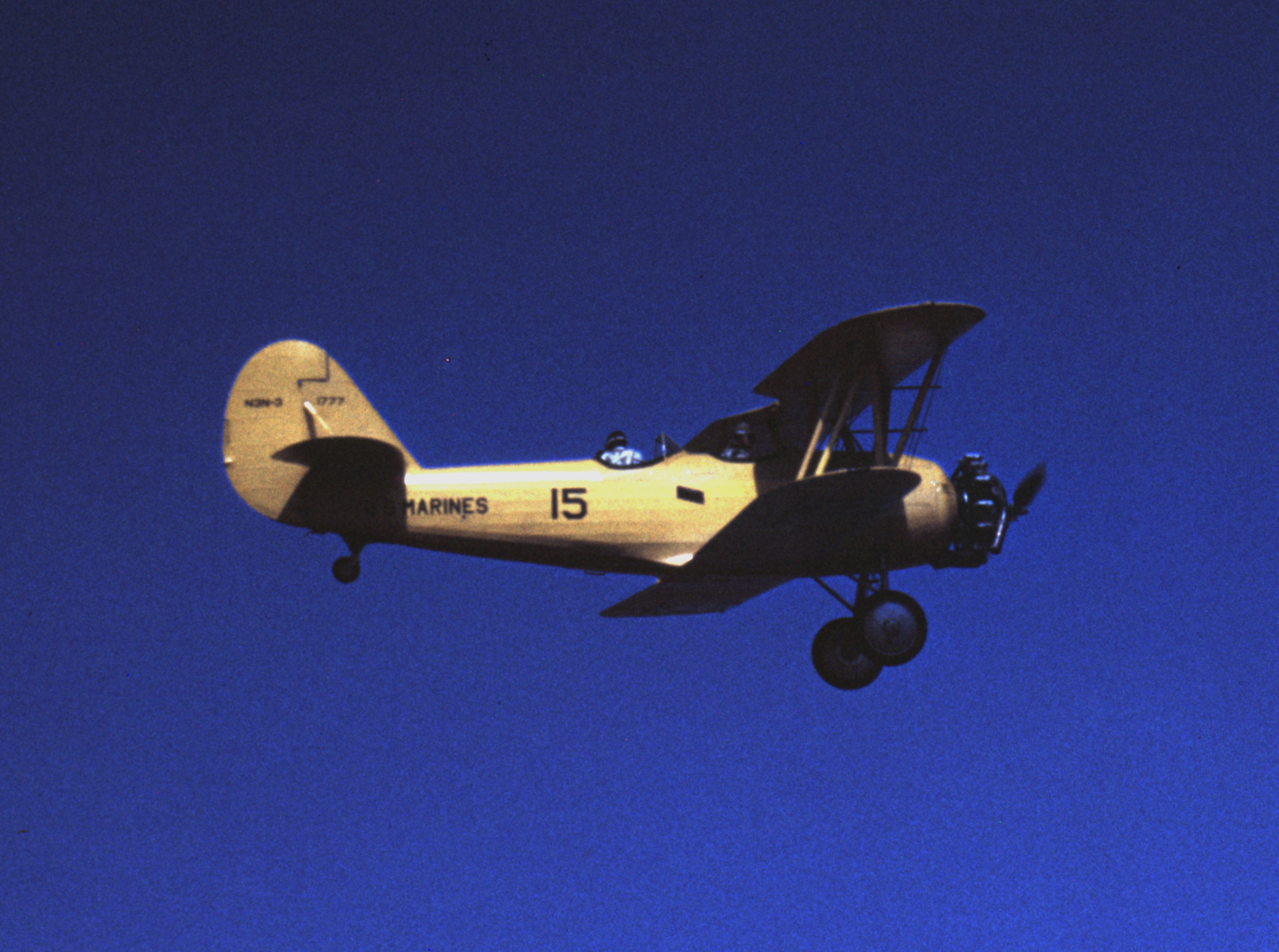
N3N

N3N は第二次世界大戦時にアメリカ海軍で使用されたNAF(Naval Aircraft Factory/海軍航空工廠)製の初等練習機である。タンデム複座の複葉機で、1935年8月に初飛行した。陸上機型と水上機型があったが、水上機型はアメリカ海軍唯一の水上練習機だった。本機はよく、イエローペリル(Yellow Peril)の愛称で紹介されるが、これは本来全面黄色に塗装していた海軍の初等練習機全般に対する呼称である。

## スペック
陸上型
- 全幅: 10.36 m
- 全長: 7.77 m
- 全高: 3.30 m
- 全備重量: 1,266 kg
- 自重: 948 kg
- 翼面積: 28.3 m2

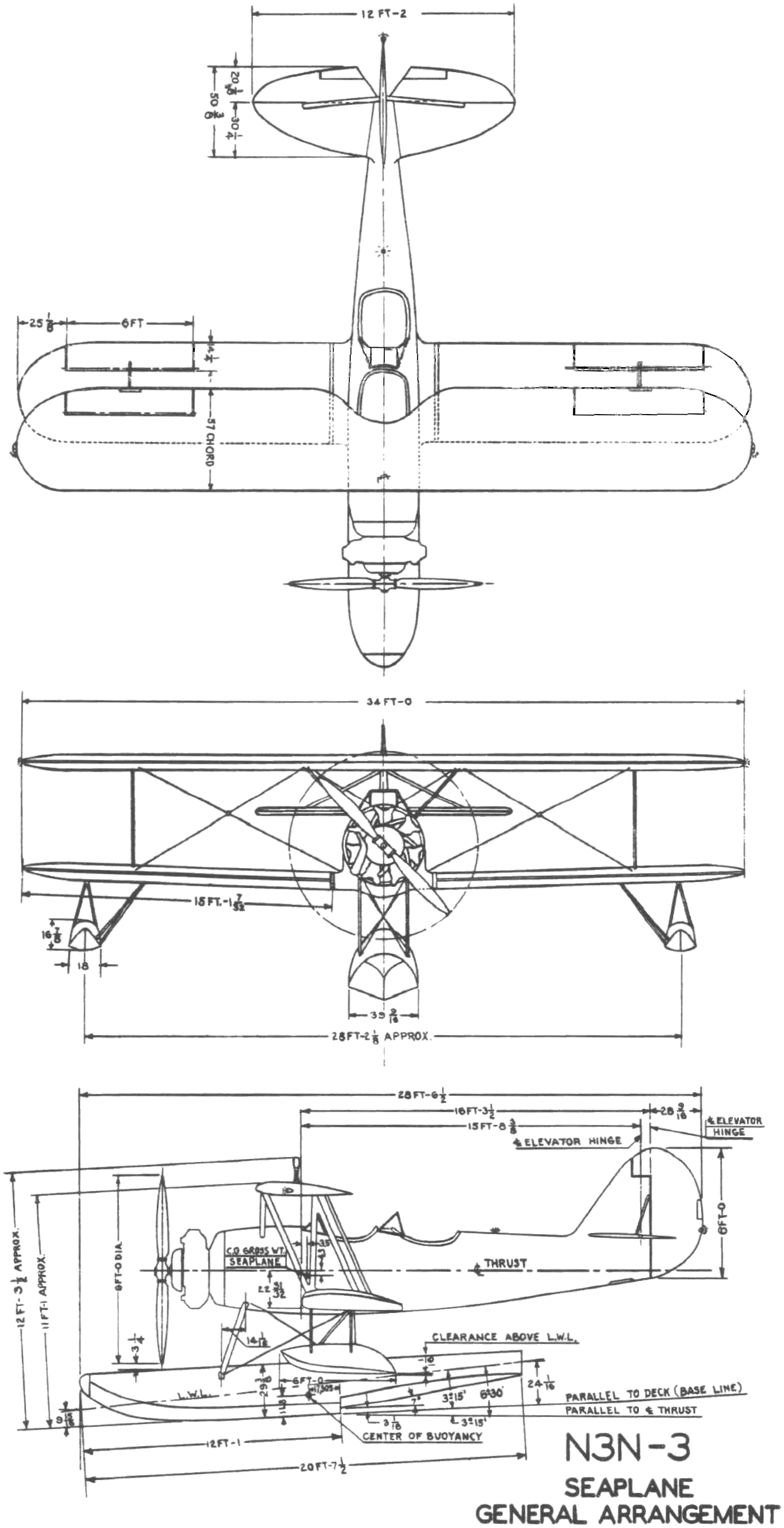
Naval Aircraft Factory N3N

- エンジン: NAFR-760-2 空冷7気筒エンジン 出力235 hp
- 最大速度: 203 km/h
- 巡航速度: 145 km/h
- 上昇率: 244 m/min
- 実用上昇限度: 4,633 m
- 航続距離: 758 km
- 乗員: 2名

水上機型
- 全長: 8.60 m
- 全高: 4.09 m
- 自重: 973 kg
- 全装備重量: 1,063 kg
- 最大速度: 180 km/h
- 巡航速度: 148 km/h
- 上昇率: 207 m/min
- 実用上昇限度: 3,500 m
- 航続距離: 710 km